# Tx4
Tx4 - oznaczenie serii parowozów wąskotorowych PKP, stosowane od po II wojnie światowej, oznaczające tendrzaki o układzie osi D (cztery osie wiązane, brak osi tocznych) i mocy 101-120 KM (od 1961 roku).
Opis oznaczenia:
- T – tendrzak[1]
- x – cztery osie wiązane (do 1960 roku: cztery osie, przy tym brak dalszych liter oznaczał, że wszystkie są wiązane)
- 4 – zakres mocy lokomotywy – po 1961 roku oznaczała moc między 101 a 120 KM[2] (przed tą datą oznaczała wyższą moc).

Oznaczenie serii Tx4 nosiły m.in. lokomotywy:
- do 1960 roku:
  - Tx4-501 do 504 typu Solvay II (późniejsze Tx6-501 do 504)[3]
- po 1961 roku:
  - Tx4, poprzednio oznaczane jako seria Tx23, zbudowane w 1923 roku w zakładach Hanomag, w tym zachowana obecnie Tx4-564
  - Tx4-1315 - zbudowana w 1924 r. przez Orenstein & Koppel na tor 750 mm (poprzednio Tx2-1246)[4]